# Nadiine, Rozivka
Nadiine (în ucraineană Надійне) este un sat în comuna Proletarske din raionul Rozivka, regiunea Zaporijjea, Ucraina.

## Demografie
Componența lingvistică a localității Nadiine
     Ucraineană (93,33%)
     Rusă (6,67%)
Conform recensământului din 2001, majoritatea populației localității Nadiine era vorbitoare de ucraineană (93,33%), existând în minoritate și vorbitori de rusă (6,67%).